# Вахід Оразсахедов
Вахід Оразсахедов (туркм. Wahyt Orazsähedow, нар. 26 січня 1992, Бабарап, Ахалський велаят, Туркменістан) — туркменский футболіст. Виступає в Молдовському національному дивізіоні у складі кишинівської «Дачії» та юнацької збірної Туркменістану з футболу.

## Ранні роки
Народився в містечку під Ашхабадом, в багатодітній сім'ї. Старший брат, у минулому професійний футболіст, виступав у вищій лізі Туркменістану, другий брат — учитель, так само у Вахіта є сестра. У дитинстві займався карате. Футболом почав займатися з шести років. У 10 років був визнаний найкращим нападником на дитячому турнірі, після чого Вакніт запросили до спортивного інтернату Ашхабада.
Наприкінці 2007 року прибув до Казані, де провів два тренування в складі дубля «Рубіна». Курбан Бердиєв схвалив перехід юного форварда. У першому ж сезоні за дубль забив 7 голів у 24 матчах. За основний склад «Рубіна» дебютував 15 липня 2009 року в 1 / 16 Кубка Росії з товариський «Волгою». Через три роки зіграв свій перший матч і у Прем'єр-лізі, вийшовши на заміну на матч з «Волгою» в Нижньому Новогород.
У липні 2012 року на правах оренди перейшов в «Нафтохімік». 13 серпня 2012 забив перший гол бєлгородському «Салют». За сезон 2012/2013 провів 27 ігор, забив 3 голи. У сезоні 2013/2014 був знову відданий в оренду в «Нафтохімік».
У березні 2014 підписав контракт з кишинівської «Дачією», ставши першим легіонером з Туркменістану в Чемпіонаті Молдови.

## Титули і досягнення
- Чемпіон Туркменістану (2):

«Алтин Асир»: 2016, 2018
- Володар Кубка Туркменістану (1):

«Алтин Асир»: 2016
- Чемпіон Киргизстану (1):

«Дордой»: 2019
- Володар Суперкубка Киргизстану (1):

«Дордой»: 2019
- Чемпіон Таджикистану (1):

«Істіклол»: 2020
- Найкращий бомбардир Чемпіонату Киргизстану (1):

«Дордой»: 2019